# Premier dell'Isola del Principe Edoardo
Il Premier dell'Isola del Principe Edoardo (in inglese: Premier of Prince Edward Island, in francese: Premier ministre de l'Île-du-Prince-Édouard) è il capo del governo della provincia canadese dell'Isola del Principe Edoardo.

## Elenco

### Colonia dell'Isola del Principe Edoardo (1851–1873)
| Immagine | Premier (Nascita–Morte)            | Mandato   | Partito | Partito                                              |
| -------- | ---------------------------------- | --------- | ------- | ---------------------------------------------------- |
|          | George Coles (1810–1875)           | 1851–1854 |         | Partito Liberale dell'Isola del Principe Edoardo     |
|          | John Holl (1802-1869)              | 1854–1855 |         | Partito Conservatore dell'Isola del Principe Edoardo |
|          | George Coles (1810–1875)           | 1855–1859 |         | Partito Liberale dell'Isola Principe Edoardo         |
|          | Edward Palmer (1809–1889)          | 1859–1863 |         | Partito Conservatore dell'Isola del Principe Edoardo |
|          | John Hamilton Gray (1811–1887)     | 1863–1865 |         | Partito Conservatore dell'Isola del Principe Edoardo |
|          | James Colledge Pope (1826–1885)    | 1865–1867 |         | Partito Conservatore dell'Isola del Principe Edoardo |
|          | George Coles (1810–1875            | 1867–1869 |         | Partito Liberale dell'Isola del Principe Edoardo     |
|          | Joseph Hensley (1824-1894)         | 1869      |         | Partito Liberale dell'Isola del Principe Edoardo     |
|          | Robert Poore Haythorne (1815-1891) | 1869–1870 |         | Partito Liberale dell'Isola del Principe Edoardo     |
|          | James Colledge Pope (1826–1885)    | 1870–1872 |         | Partito Conservatore dell'Isola del Principe Edoardo |
|          | Robert Poore Haythorne (1815–1891) | 1872–1873 |         | Partito Liberale dell'Isola del Principe Edoardo     |

### Provincia dell'Isola del Principe Edoardo (1873–)
| Immagine | Nome (Nascita–Morte)                                                                        | Mandato           | Partito | Partito                                                           |
| -------- | ------------------------------------------------------------------------------------------- | ----------------- | ------- | ----------------------------------------------------------------- |
|          | James Colledge Pope (1826–1885)                                                             | 1873              |         | Partito Conservatore dell'Isola del Principe Edoardo              |
|          | Lemuel Cambridge Owen (1822–1912)                                                           | 1873–1876         |         | Partito Conservatore dell'Isola del Principe Edoardo              |
|          | Louis Henry Davies <(1845–1924)                                                             | 1876–1879         |         | Partito Liberale dell'Isola del Principe Edoardo                  |
|          | William Wilfred Sullivan (1839–1920)                                                        | 1879–1889         |         | Partito Conservatore dell'Isola del Principe Edoardo              |
|          | Neil McLeod (1842–1915)                                                                     | 1889–1891         |         | Partito Conservatore dell'Isola del Principe Edoardo              |
|          | Frederick Peters (1851–1919)                                                                | 1891–1897         |         | Partito Liberale dell'Isola del Principe Edoardo                  |
|          | Alexander B. Warburton (1852-1929)                                                          | 1897–1898         |         | Partito Liberale dell'Isola del Principe Edoardo                  |
|          | Donald Farquharson (1834–1903)                                                              | 1898–1901         |         | Partito Liberale dell'Isola del Principe Edoardo                  |
|          | Arthur Peters (1854–1908)                                                                   | 1901–1908 (morto) |         | Partito Liberale dell'Isola del Principe Edoardo                  |
|          | Samuel E. Reid (1854–1924) Primo ministro facente funzioni (Segretario proovinciale)        | 1908              |         | Partito Liberale dell'Isola del Principe Edoardo                  |
|          | Francis Longworth Haszard (1849–1938)                                                       | 1908–1911         |         | Partito Liberale dell'Isola del Principe Edoardo                  |
|          | H. James Palmer (1851–1939)                                                                 | 1911              |         | Partito Liberale dell'Isola del Principe Edoardo                  |
|          | John A. Mathieson (1863–1947)                                                               | 1911–1917         |         | Partito Conservatore dell'Isola del Principe Edoardo              |
|          | Aubin E. Arsenault (1870–1968)                                                              | 1917–1919         |         | Partito Conservatore dell'Isola del Principe Edoardo              |
|          | John Howatt Bell (1846-1929)                                                                | 1919–1923         |         | Partito Liberale dell'Isola del Principe Edoardo                  |
|          | James D. Stewart (1874–1933)                                                                | 1923–1927         |         | Partito Conservatore dell'Isola del Principe Edoardo              |
|          | Albert C. Saunders (1874–1943)                                                              | 1927–1930         |         | Partito Liberale dell'Isola del Principe Edoardo                  |
|          | Walter Lea (1874–1936)                                                                      | 1930–1931         |         | Partito Liberale dell'Isola del Principe Edoardo                  |
|          | James D. Stewart (1874–1933)                                                                | 1931–1933 (morto) |         | Partito Conservatore dell'Isola del Principe Edoardo              |
|          | William J.P. MacMillan (1881–1957) Primo ministro facente funzioni (Segretario provinciale) | 1933              |         | Partito Conservatore dell'Isola del Principe Edoardo              |
|          | William J.P. MacMillan (1881–1957)                                                          | 1933–1935         |         | Partito Conservatore dell'Isola del Principe Edoardo              |
|          | Walter Lea (1874–1936)                                                                      | 1935–1936 (morto) |         | Partito Liberale dell'Isola del Principe Edoardo                  |
|          | Bradford William LePage (1876–1958) Primo ministro facente funzioni                         | 1936              |         | Partito Liberale dell'Isola del Principe Edoardo                  |
|          | Thane A. Campbell (1895–1978)                                                               | 1936–1943         |         | Partito Liberale dell'Isola del Principe Edoardo                  |
|          | J. Walter Jones (1878–1954)                                                                 | 1943–1953         |         | Partito Liberale dell'Isola del Principe Edoardo                  |
|          | Alex W. Matheson (1903–1976)                                                                | 1953–1959         |         | Partito Liberale dell'Isola del Principe Edoardo                  |
|          | Walter R. Shaw (1887–1981)                                                                  | 1959–1966         |         | Partito Conservatore Progressista dell'Isola del Principe Edoardo |
|          | Alexander B. Campbell (1933–)                                                               | 1966–1978         |         | Partito Liberale dell'Isola del Principe Edoardo                  |
|          | Bennett Campbell (1943–2008) Primo ministro ad interim                                      | 1978              |         | Partito Liberale dell'Isola del Principe Edoardo                  |
|          | Bennett Campbell (1943–2008)                                                                | 1978–1979         |         | Partito Liberale dell'Isola del Principe Edoardo                  |
|          | Angus MacLean (1914–2000)                                                                   | 1979–1981         |         | Partito Conservatore Progressista dell'Isola del Principe Edoardo |
|          | James Lee (1937–)                                                                           | 1981–1986         |         | Partito Conservatore Progressista dell'Isola del Principe Edoardo |
|          | Joe Ghiz (1945–1996)                                                                        | 1986–1993         |         | Partito Liberale dell'Isola del Principe Edoardo                  |
|          | Catherine Callbeck (1939–)                                                                  | 1993–1996         |         | Partito Liberale dell'Isola del Principe Edoardo                  |
|          | Keith Milligan (1950–)                                                                      | 1996              |         | Partito Liberale dell'Isola del Principe Edoardo                  |
|          | Pat Binns (1948–)                                                                           | 1996–2007         |         | Partito Conservatore Progressista dell'Isola del Principe Edoardo |
|          | Robert Ghiz (1974–)                                                                         | 2007–2015         |         | Partito LIberale dell'Isola del Principe Edoardo                  |
|          | Wade MacLauchlan (1954–)                                                                    | 2015–2019         |         | Partito Liberale dell'Isola del Principe Edoardo                  |
|          | Dennis King (1971–)                                                                         | 2019 – in carica  |         | Partito Conservatore Progressista dell'Isola del Principe Edoardo |